# Łabowa
Łabowa è un comune rurale polacco del distretto di Nowy Sącz, nel voivodato della Piccola Polonia.
Ricopre una superficie di 119,12 km² e nel 2004 contava 5 109 abitanti.